# Linum floridanum
Linum floridanum är en linväxtart som först beskrevs av Jules Émile Planchon, och fick sitt nu gällande namn av William Trelease. Linum floridanum ingår i släktet linsläktet, och familjen linväxter. Utöver nominatformen finns också underarten L. f. chrysocarpum.

## Bildgalleri

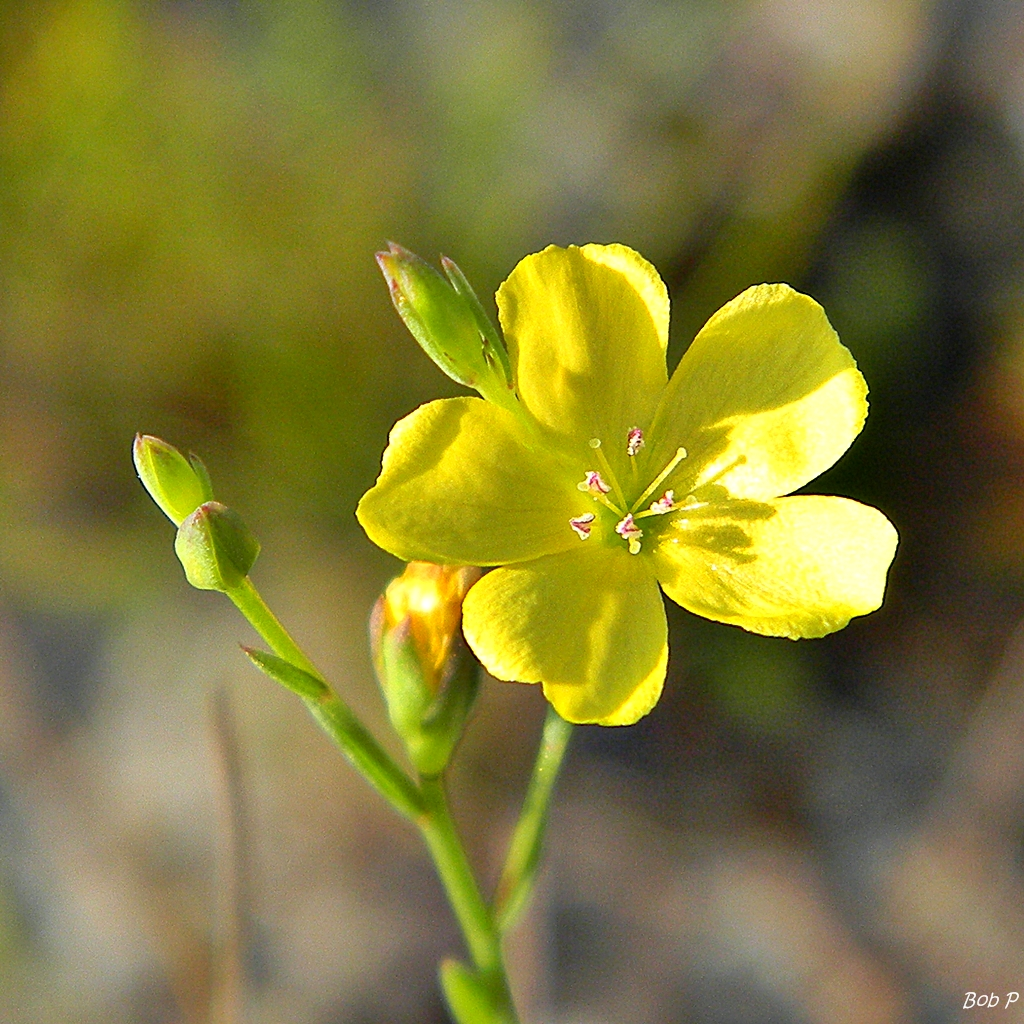